# Uniwersytet techniczny
Uniwersytet techniczny – rodzaj szkoły wyższej.
Według prawa polskiego do 2018 r. była to uczelnia, której jednostki organizacyjne posiadały uprawnienia do nadawania stopnia naukowego doktora co najmniej w dziesięciu dyscyplinach, w tym co najmniej sześć uprawnień w zakresie nauk technicznych.
Część uczelni technicznych w Polsce spełniała ustawowe wymogi przewidziane dla uniwersytetu technicznego (co zaznacza w swoich statutach), lecz nie stosuje tej nazwy.